# Като за последно
„Като за последно“ е български игрален филм (драма, романтичен, черна комедия) от 2020 г. на режисьора Ивайло Пенчев. По сценарий на Ивайло Пенчев, Весел Цанков и Божан Петров. Оператор е Георги Челебиев. Музиката във филма е композирана от Георги Стрезов.

## Сюжет
Когато жълтите вестници разпространяват фалшива сензационна новина, че 70-годишен жив класик-писател\поет е оплетен в брачните мрежи на 23-годишно момиче, няма как да не се появят свещеник заедно с „превъзпитани“ затворници посещавали лекции в религиозното неделно училище в затвора, бивш военноморски капитан в компанията на замаяни старци, сестри враждуващи помежду си за наследство, и внуче с наднормено телесно тегло.
Всеки от тях се бори за това, което смята за най-важно – любов, изкупление, пари, наследство, чест, приятелство. Лавина от абсурдни преживявания преобръща живота и взаимоотношенията на героите. Всеки научава по нещо ново за другия, но и за самия себе си.

## Актьорски състав
| Роля                          | Изпълнител              |
| ----------------------------- | ----------------------- |
| писателят Никола Владимиров   | Васил Банов             |
| Александра                    | Мария Бакалова          |
| отец Боян                     | Филип Аврамов           |
| Здравко                       | Малин Кръстев           |
| Венци                         | Стефан Денолюбов        |
| Григор                        | Китодар Тодоров         |
| морския капитан II ранг Вълчо | Антон Радичев           |
| Кунчев                        | Любен Чаталов           |
| професора                     | Кирил Кавадарков        |
| Каразлатев                    | Иван Самоковлиев        |
| Благовест                     | Герасим Георгиев – Геро |
| Калина                        | Милена Спиридонова      |
| Кирил                         | Свежен Младенов         |
| Ралица                        | Анастасия Ингилизова    |
| детето Христо                 | Любомир Димитров        |
| Петър                         | Тони Минасян            |
| сестра Иванова                | Яна Маринова            |
| Камелия                       | Лорина Камбурова        |
| директор на затвора           | Станимир Гъмов          |
| Нинова                        | Пламена Гетова          |
| Костадинова                   | Елена Райнова           |
| Хаджикосева                   | Анна Петрова            |
| управител на ресторанта       | Иван Савов              |
| готвач                        | Иван Михов              |
| директор на операта           | Михаил Милчев           |
| затворник                     | Анатоли Лазаров         |
| затворник                     | Лъчезар Цветков         |
| затворник                     | Цвятко Ценов            |
| затворник                     | Борислав Пенчев         |
| затворник                     | Гергин Тодоров          |
| полякиня                      | Весела Конакчийска      |
| полякиня                      | Ралица Петрова          |
| полякиня                      | Калина Шопова           |
| съсед                         | Марин Димитров          |
| портиер                       | Мирослав Маринов        |
| леля Славка                   | Надя Савова             |
| тв репортер                   | Розалия Абгарян         |
| Каганович                     | Иван Цонков             |
| иконома                       | Свилен Лазаров          |

## Участия във фестивали
- Участие на МФФ „Златната липа“ (Стара Загора, 2022)
- Участие на МФФ „София Филм Фест“ (София, 2021)
- Награда на публиката за пълнометражен филм на Фестивала на българския игрален филм „Златна роза“ (Варна, 2020)